# Matt Mead
Matthew Hansen (Matt) Mead (Jackson, 11 maart 1962) is een Amerikaans politicus van de Republikeinse Partij. Tussen 2011 en 2019 was hij gouverneur van de Amerikaanse staat Wyoming.

## Levensloop
Mead groeide op in zijn geboorteplaats Jackson, een stadje in het uiterste westen van de staat Wyoming, niet ver van de grens met Idaho. Hij komt uit een politiek actieve familie; zijn grootvader Clifford Hansen was in de jaren zestig gouverneur van Wyoming en vervolgens twaalf jaar lang senator namens dezelfde staat. Zijn moeder, Mary Mead, was in 1990 de Republikeinse kandidaat voor het gouverneurschap van Wyoming, maar werd bij de verkiezingen verslagen door zittend gouverneur Mike Sullivan. Zij overleed in 1996, op haar 61ste verjaardag, na een val van een paard in Grand Teton National Park. Een tante van Mead was Andrea Mead-Lawrence, die op de Olympische Winterspelen van 1952 twee gouden medailles won bij het alpineskiën.
Mead studeerde aan Trinity University in de Texaanse stad San Antonio, en behaalde daar in 1984 een bachelor in radio en televisie. Vervolgens verwierf hij in 1987 een graad in de rechten aan de Universiteit van Wyoming in Laramie. Mead deed dienst als procureur op zowel staatsniveau als federaal niveau, en werkte tevens op een advocatenkantoor. In 2001 werd hij door president George W. Bush benoemd tot officier van justitie voor het district van Wyoming, een functie die hij bijna zes jaar bekleedde. In 2007 nam hij ontslag om zich kandidaat te stellen voor de Amerikaanse Senaat; na het plotselinge overlijden van senator Craig Thomas was hier voor Wyoming een zetel vrijgekomen. De Republikeinse Partij mocht drie kandidaten voorleggen aan gouverneur Dave Freudenthal, maar Mead werd hierbij niet geselecteerd. Uiteindelijk ging de senaatszetel naar John Barrasso.

### Gouverneurschap
In 2010 stelde Mead zich kandidaat voor de gouverneursverkiezingen in Wyoming. In de Republikeinse voorverkiezing kreeg hij stevige concurrentie van Rita Meyer, die voortdurend de peilingen aanvoerde en steun had van nationale kopstukken als Sarah Palin. Uiteindelijk slaagde Mead er desondanks in de voorverkiezing te winnen, met een nipte voorsprong van 700 stemmen. Bij de algemene verkiezingen op 2 november 2010 nam Mead het vervolgens op tegen de Democratische kandidaat Leslie Petersen. Hij versloeg haar met groot verschil en werd verkozen tot gouverneur van Wyoming. Op 3 januari 2011 werd hij ingezworen in de hoofdstad Cheyenne.
Mead is een overtuigd Republikein. Hij is een voorstander van het recht op wapenbezit en verzet zich tegen het homohuwelijk. Ook is hij tegen abortus, behalve in gevallen waarin de gezondheid of het leven van de moeder op het spel staat, en in gevallen van verkrachting en incest.
Halverwege zijn eerste termijn kwam Mead in opspraak nadat hij in conflict was geraakt met Cindy Hill, toezichthouder van het onderwijsdepartement van Wyoming. Mead ondertekende in 2013 een wet die de verantwoordelijkheden van Hill sterk verminderde, waardoor haar positie grotendeels ceremonieel werd. Vervolgens creëerde Mead op het departement een nieuwe directeursfunctie, en benoemde voor deze post Rich Crandall, een van zijn politieke bondgenoten. In januari 2014 noemde het hooggerechtshof van Wyoming deze praktijken van Mead ongrondwettelijk, en oordeelde dat de degradatie van Hill en de aanstelling van Crandall teruggedraaid dienden te worden. Mead ging tegen deze uitspraak in beroep, maar zonder succes. Hill hervatte in mei 2014 haar werkzaamheden en kondigde tevens aan Mead uit te dagen bij de gouverneursverkiezingen later dat jaar.
Tijdens zijn herverkiezingscampagne kreeg Mead te maken met beschuldigingen van machtsmisbruik. Twee Republikeinse leden van het Huis van Afgevaardigden van Wyoming riepen op een onderzoek naar Mead in te stellen, omdat hij in zijn conflict met Cindy Hill op een ongeoorloofde wijze gebruik zou hebben gemaakt van staatsgelden en zijn bevoegdheden als gouverneur. Men zou hiervoor bewijzen hebben in de vorm van interne e-mails. Afgevaardigde Gerald Gay waarschuwde dat het ging om het meest flagrante voorbeeld van machtsmisbruik in de geschiedenis van Wyoming. Ook pleitte hij voor vervanging van de door Mead aangestelde procureur-generaal Peter K. Michael, omdat hij vreesde dat deze niet onafhankelijk zou zijn in een eventueel onderzoek naar Mead.
Ondanks de aanklachten werd Mead in november 2014 herkozen als gouverneur. Bij de Republikeinse voorverkiezing versloeg hij Cindy Hill en Taylor Haynes met gemak. De algemene verkiezingen won hij vervolgens met meer dan 30% verschil van zijn Democratische opponent Pete Gosar. Op 5 januari 2015 begon Mead aan zijn tweede termijn.
Na twee ambtstermijnen mocht Mead zich bij de gouverneursverkiezingen van 2018 niet nogmaals verkiesbaar stellen. Hij werd in januari 2019 opgevolgd door zijn partijgenoot Mark Gordon.
- Gemeinsame Normdatei: 1185545204
- International Standard Name Identifier: 0000 0001 1410 8846
- Library of Congress Control Number: no2011001968
- Virtual International Authority File: 166932103
- WorldCat: E39PBJkdkwGj3dgBwJvhxjKcfq